# Centaurea amblensis
La centaurea del valle de Amblés  (Centaurea amblensis) es una planta herbácea de la familia de las Compuestas.

## Descripción
Hierba perenne con raíz engrosada. Tallos de 1-5 cm, a veces ramificados en la parte superior. Hojas pinnatifidas o pinnatisectas, con segmentos aserrados, anchamente ovados, de color verde grisáceo debido a la lanosidad que las cubre. Flores agrupadas en 1 a 6 capítulos, cada uno con un involucro que supera en ocasiones los 2 cm de diámetro; brácteas involucrales oblongo-lanceoladas, sin pelos, rematadas en apéndices lanceolados, largos, recurvados, con varias espinas apicales y una terminal de hasta 5 mm de longitud; corola de color rosado o purpúreo. Fruto en aquenio con vilano. Florece a final de primavera y en verano.

## Distribución y hábitat
Esta especie es una de las plantas más nobles de la Sierra de Gredos, tanto por su rareza como por su belleza. Habita esporádicamente en los prados de diente de la zona montana de la vertiente norte y se conoce exclusivamente de las provincias de Ávila, Badajoz, Madrid, Salamanca y Zamora en España.

## Taxonomía
Centaurea amblensis fue descrita por Mariano de la Paz Graells y publicado en Mem. Acad. Cienc. Madr. ii. (1859) 462.
Citología
Número de cromosomas de Centaurea amblensis (Fam. Compositae) y táxones infraespecíficos: 2n=40
Etimología
Centaurea: nombre genérico que procede del griego kentauros, hombres-caballos que conocían las propiedades de las plantas medicinales.
amblensis: epíteto que hace referencia al Valle de Amblés en la provincia de Ávila, en España.
Variedad aceptada
- Centaurea amblensis subsp. tendudaica (Rivas Goday) Rivas Mart.

Sinonimia
- Centaurea luisieri Samp.
- Colymbada amblensis (Graells) Fern.Casas & Susanna	[4]